# 贡巴赫
贡巴赫是德国莱茵兰-普法尔茨州的一个市镇。总面积2.93平方公里，总人口496人，其中男性246人，女性250人（2011年12月31日），人口密度169人/平方公里。